# Ignace-Frédéric de Mirbeck
Ignace-Frédéric de Mirbeck (1732-1818) est un avocat français resté célèbre par ses multiples plaidoiries sous l'Ancien Régime et ses fonctions de commissaire de la République[Information douteuse] lors de l'insurrection de Saint-Domingue entre le 29 novembre 1791 et le 1er avril 1792 aux côtés de Roume de Saint-Laurent et Saint-Léger.

## Biographie
Ignace-Frédéric de Mirbeck est né le 2 mai 1732 à Nancy (paroisse de Saint-Sébastien). Son père Michel Mirbeck, originaire du Brabant, est amodiateur au service de Louis-Othon, prince de Salm, à Neuviller-sur-Moselle, à une vingtaine de kilomètres au sud de Nancy.
Son jeune frère Nicolas sera peintre et militaire.
Mirbeck est nommé avocat au conseil d'État et privé du roi de Pologne, à Lunéville, et, après la mort de celui-ci en 1774, il achète la charge de secrétaire du roi, maison et couronne de France. Ces fonctions l'amènent à rédiger de nombreux mémoires de juriste, qui contribuent à sa bonne réputation. Il devient ensuite directeur de l'Opéra national de Lorraine[Information douteuse].
Lors de la Révolution française, il est nommé commissaire national-civil, délégué par le roi à Saint-Domingue où vient d'éclater l'insurrection noire. Il reste sur l'île du 29 novembre 1791 au 1er avril 1792, aux côtés de Roume de Saint-Laurent et Saint-Léger, les autres commissaires de la République. Tous trois sont confrontés aux « Léopardins », appelés aussi « Faction des 85 », des colons de Saint-Domingue élus à l’Assemblée dite « de Saint-Marc », qui s'emparent d'un navire, « le bâtiment d’État Le Léopard, le 7 août 1790, après en avoir séduit l'équipage qui s'était mutiné », afin de se rendre en métropole plaider leur cause.
La première décision de Roume de Saint-Laurent, Mirbeck et Saint-Léger est d'abattre les gibets qui ont été dressés dans l'île, puis de proclamer le 5 décembre une amnistie générale. Mais la fronde des Léopardins dure, grâce au décret du 24 septembre 1791, qui donnait à l'Assemblée coloniale le droit  de statuer sur le régime intérieur de la colonie.
Dans un rapport officiel, Mirbeck raconte dans le détail cette sédition, avec laquelle il prend ses distances. Le 27 mai 1792, il présente ce rapport devant l'Assemblée nationale et rend compte de la dégradation de la situation à Saint-Domingue, en appelant à l'envoi de renforts dans l'île.